# أخيضر أسود السوالف
أخيضر أسود السوالف (الاسم العلمي: Vireo altiloquus) (بالإنجليزية: Black-whiskered Vireo)‏ هو نوع من الطيور يتبع جنس الأخيضر من الفصيلة الأخيضرية.